# Хогендейк, Анук
Ану́к А́нна Хо́гендейк (нидерл. Anouk Anna Hoogendijk; род. 6 мая 1985, Вурден, Южная Голландия) — нидерландская футболистка, завершившая игровую карьеру, выступала на позициях полузащитника и защитника. С 2004 по 2015 год выступала за национальную сборную, сыграла 103 матча и забила 9 голов.

## Карьера

### Клубная
В футбол попала в возрасте 12 лет, приняв участие в телешоу «Geef Nooit Op» (с нидерл. — «Не уступай»). После передачи она получила право выступать в команде «Утрехт». Предварительно прошла школы команд КСВ, «Аргон» и «Легмервогелс». Первым профессиональным клубом, однако, стал «Састюм», в составе которого она завоевала два титула чемпионки Нидерландов и два Суперкубка. В 2007 году была принята в состав «Утрехта», с которым в 2010 году завоевала Кубок и Суперкубок Нидерландов.
В 2011 году она перешла в «Бристоль Акедеми» (женский клуб-побратим команды Бристоль Роверс), в котором дебютировала в чемпионате Англии нового формата. Выступала на протяжении восьми месяцев, после чего вернулась в «Утрехт».
28 мая 2012 года было объявлено, что Хогендейк с сезона 2012/13 будет выступать за амстердамский «Аякс». Она стала вторым приобретением клуба после Дафны Костер.
В январе 2014 года перешла в английский клуб «Арсенал Ледис». Летом 2014 года Анук разорвала контракт с «Арсеналом» и вернулась в «Аякс».

### В сборной
В сборной дебютировала 6 августа 2004 в матче против сборной Японии. Дебют оказался неудачным: нидерландки проиграли 0:2 восточноазиатской команде. Впрочем, вскоре Анук закрепилась в сборной и приняла участие в чемпионате Европы 2009 года, где стала бронзовым призёром (отыграла все матчи на том турнире за команду).